# De facto
De facto er et latinsk udtryk der betyder "i virkeligheden", faktisk eller "i praksis". Det er som modsætning til de jure ("ved lov") indenfor jura, forvaltning eller teknik (f.eks. om en teknisk standard) om en tilstand, som er fremkommet uden eller på trods af regulering. Inden for jura betegner de jure hvad der er i overensstemmelse med loven, mens de facto betegner hvad der gælder i praksis (lovligt eller ulovligt).
Udtrykket de facto kan også bruges, hvis der ikke findes en relevant lov eller standard, men en udbredt praksis.  Aldertidshævd.

## Eksempler
- Abkhasien er de facto en uafhængig stat, selvom den formelt er en del af Georgien.
- Saddam Hussein var de facto leder af Irak allerede før han formelt blev præsident i 1979.